# 福知海勝美
福知海 勝美（ふくちうみ かつみ、1915年1月1日 - 没年不明）は、昭和時代の元大相撲力士。若藤部屋所属。本名は水上 勝美。最高位は十両9枚目。

## 経歴
福岡県宗像郡福間町（現福津市）出身。若藤部屋に入門し、1932年2月「西郷」の四股名で初土俵を踏む。1936年5月十両昇進、この間四股名を「福知海」に改めた。十両で5勝6敗と負け越し、幕下に落ちた。1937年5月に廃業した。

## 改名
西郷→福知海